# Колли, Николай Джемсович
Николай Джемсович (Яковлевич) Ко́лли (1894—1966) — советский архитектор. Академик Академии Архитектуры СССР. Профессор, доктор архитектуры.

## Биография
Николай Колли родился 5 (17) августа 1894 года в Москве, в семье шотландского происхождения. Учился с 1912 по 1922 год сначала в МУЖВЗ, затем во ВХУТЕМАСе. Под руководством А. В. Щусева в 1913—1915 годах работал над проектом Казанского вокзала.
В 1923 году был привлечён И. В. Жолтовским к работе над проектом комплекса Всероссийской сельскохозяйственной и кустарно-промышленной выставки. В 1927—1932 годах в составе группы архитекторов, возглавляемой В. А. Весниным, проектировал Днепрогэс и соцгород в Запорожье.
Николай Колли — автор проекта дома «Новая Москва» на Ленинградском проспекте (1926 год, ныне перестроен), Большого Каменного моста, Новоарбатского моста.
Совместно с Ле Корбюзье в 1928—1932 годах работал в Париже и Москве над проектом здания Центросоюза.
Совместно с архитектором К. Рябовым спроектировал здание Московского института советской кооперативной торговли Центросоюза СССР в районе Сокол. С 1946 года это здание передано МАИ, в нём размещался радиофакультет и военная кафедра, а после капитального ремонта 2015 года — студенческое общежитие.
С 1933 года работал в качестве главного архитектора архитектурно-проектировочной мастерской № 6, проектировал Центральный стадион СССР имени И. В. Сталина в Измайлове, станции Московского метро — Смоленская, Парк Культуры (северный павильон), Кировская, Павелецкая-Кольцевая.
Во время Великой Отечественной войны и после её окончания Николай Колли разрабатывал планы реконструкции городов Калинин, Минск (1945), Рига (1946). Работы по разработке генерального плана восстановления и развития Калинина (так именовалась Тверь с 1931 по 1990 год) были начаты в 1944 году.
Совместно с профессором И. Д. Мельчаковым Николай Колли разработал проект могилы М. И. Калинина.
С 1935 по 1951 год возглавлял Московское отделение Союза архитекторов.
В 1924—1941 годах преподавал в Московском техническом университете имени Баумана, с 1931 по 1941 год — в Московском архитектурном институте.
23.04.1935 г. Постановлением Высш. Аттест. Комиссии по Высш. Техн. Образов. при ЦИК СССР утвержден в Ученом звании профессора.
В марте 1936 г. Королевским Институтом Британских Архитекторов — Royal Institute of British Architects — избран Почетным членом-корреспондентом — Honorary Correspondig Member.
5.04.1938 утвержден Высшей Аттестационной Комиссией Всес. Комитета по делам Высшей Школы при СНК СССР в Ученой степени доктора архитектуры без защиты диссертации.
1940 — член Президиума А. А.. Утвержден Директором Н.-Исл. Института Архитектуры Общественных и Промышленных сооружений Академии Арх-ры СССР.
Умер Николай Джемсович Колли 3 декабря 1966 года, похоронен на Введенском кладбище Москвы (5 участок).

## Награды
- Орден Трудового Красного Знамени (13.07.1940) — за успешную работу по осуществлению Генерального плана реконструкции Москвы[11]
- Орден Трудового Красного Знамени (1964)
- Орден Красной Звезды

## Галерея

### Москва

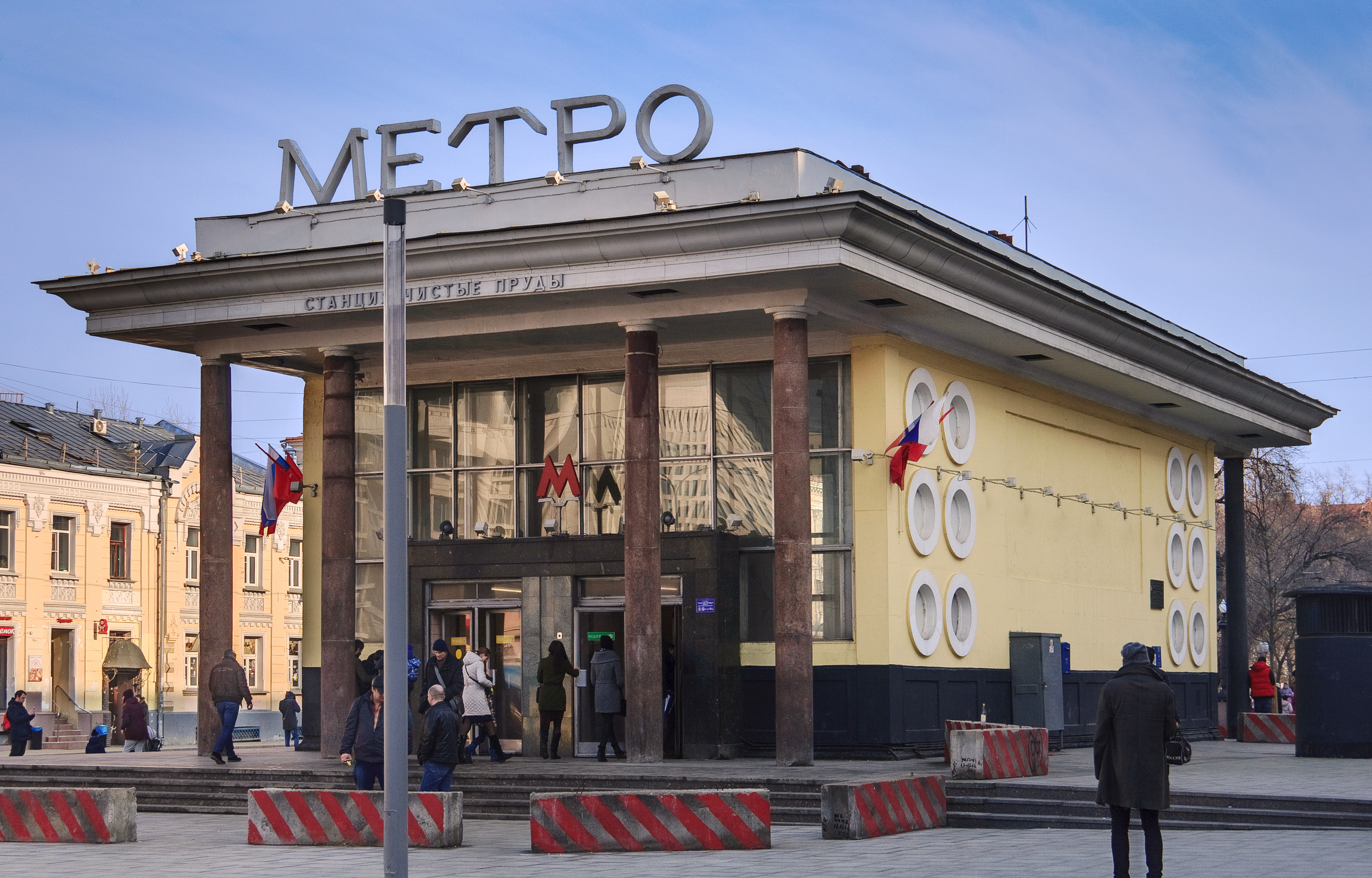
Станция метро «Чистые пруды»
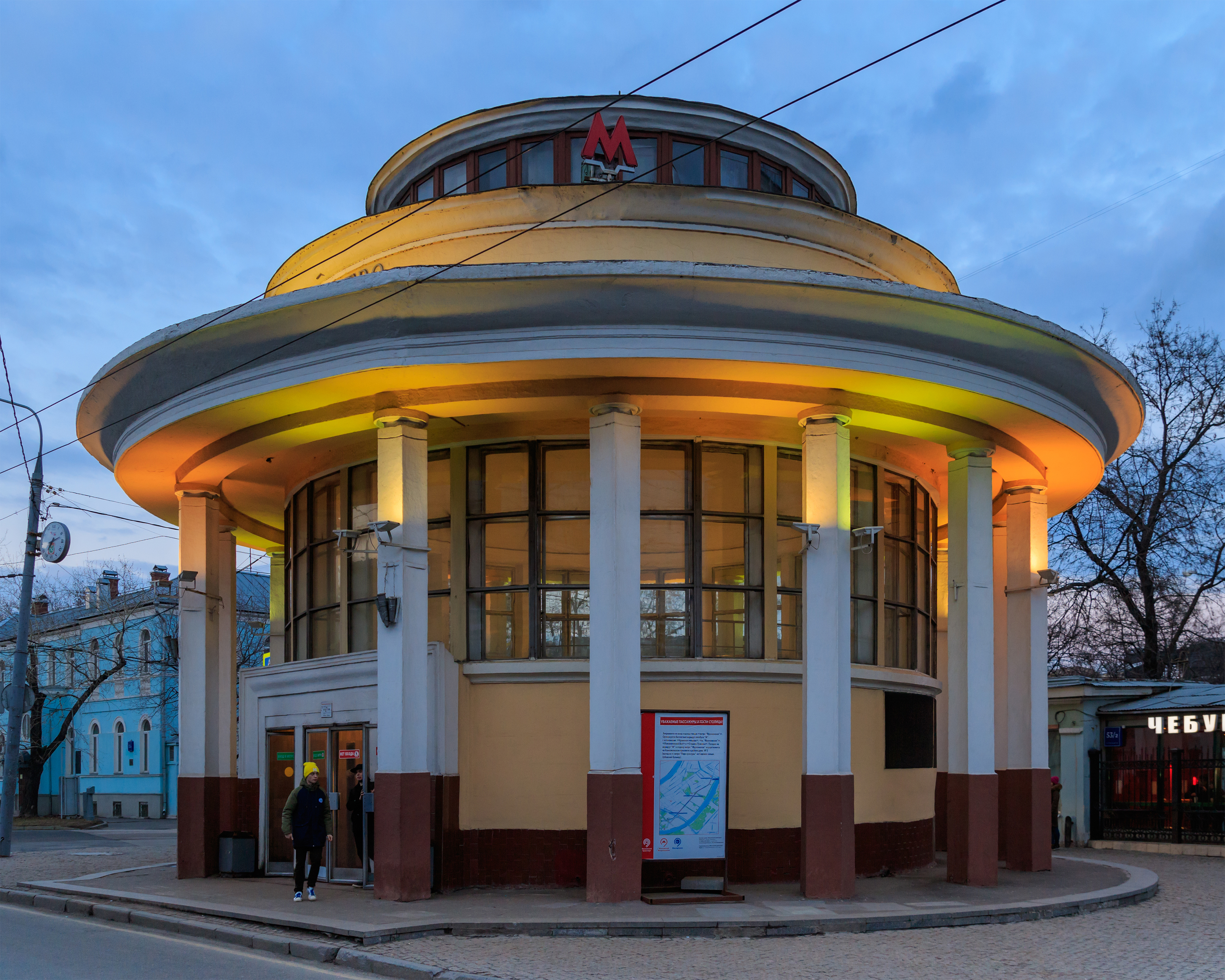
Станция метро «Парк культуры»
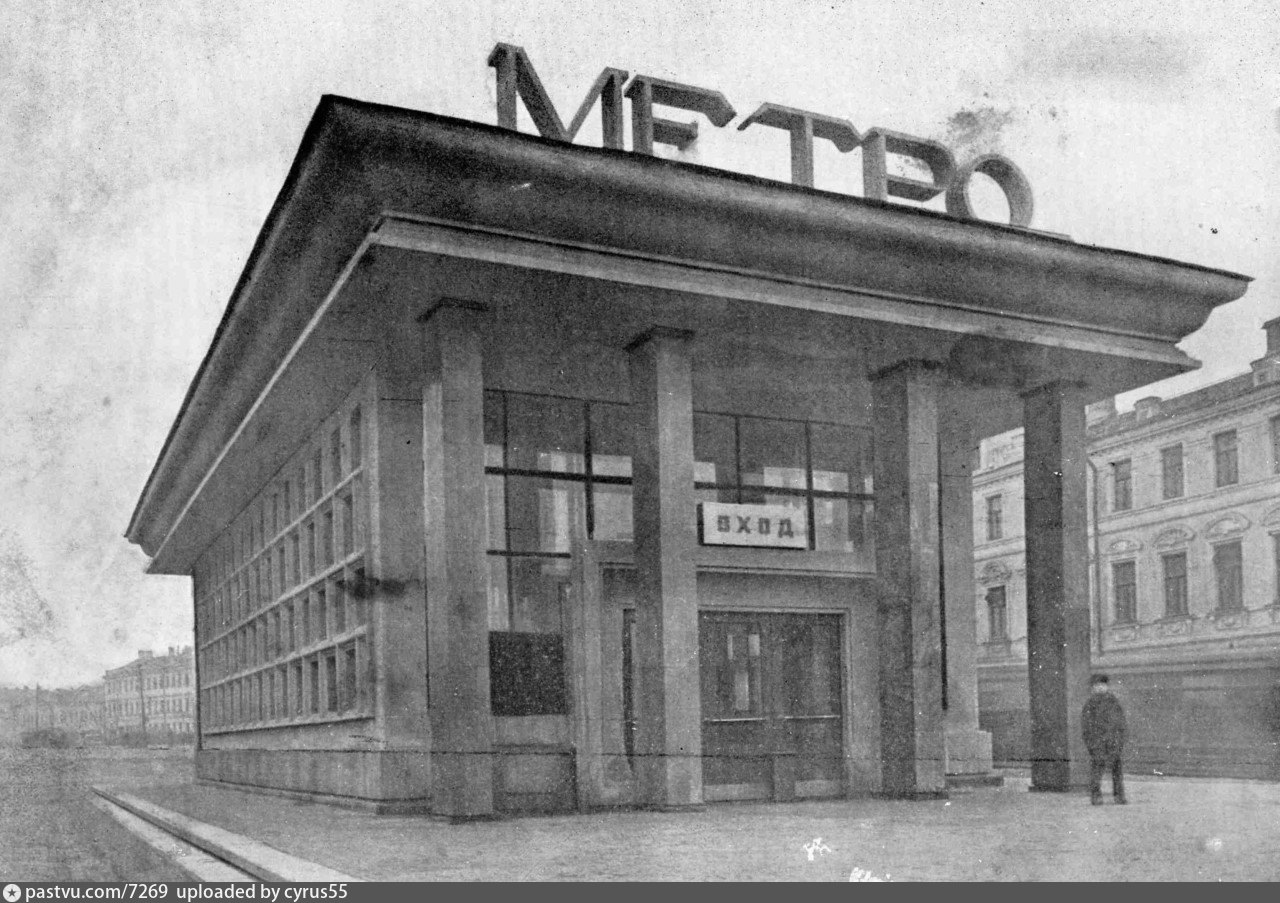
Восточный вестибюль станции метро «Смоленская» (1935—1937, не сохранился)